# 9M14 Malyutka
Tổ hợp tên lửa chống tăng mang vác 9M14 Malyutka hay còn có tên khác là 9K11 (tên đầy đủ trong tiếng Nga là Протитанковий керованийракетний комплекс "Малютка") (tên ký hiệu của NATO là AT-3 Sagger, tên gọi ở Việt Nam là B-72 hay Pháo lủi) là loại tên lửa chống tăng, điều khiển thủ công bằng dây (MCLOS) của Liên Xô. Nó là loại tên lửa chống tăng vác vai có điều khiển được sử dụng rộng rãi nhất. Trong thời gian từ 1962 - 1970, số tên lửa được sản xuất đã đạt đến đỉnh cao nhất là khoảng 25.000 quả mỗi năm. Nhiều phiên bản sao chép của AT-3 Sagger đã được chế tạo với tên gọi khác nhau ở một số nước.

## Phát triển
Cuối những năm 1950, trên thế giới đã có một số loại tên lửa chống tăng thế hệ đầu tiên như Entac của Pháp và Cobra của Thụy Sĩ. Liên Xô khi đó cũng đã có mẫu tên lửa 3M6 Shmel (AT-1 Snapper), nhưng nó khá cồng kềnh, phải gắn trên xe cơ giới chứ bộ binh không thể mang vác được. Yêu cầu của quân đội Liên Xô đặt ra là phải chế tạo một loại tên lửa chống tăng đủ nhỏ gọn để bộ binh có thể mang vác được, trong khi tầm bắn vẫn phải đảm bảo đủ xa và sức xuyên phá đủ mạnh.
Sự ra đời của loại tên lửa này được bắt đầu từ tháng 7 năm 1961, với sự trợ giúp của chính phủ trong dự án cho hai đội thiết kế: Tula và Kolomna. Các yêu cầu được đặt ra gồm:
- Có thể đặt lên xe hay mang trên người
- Có tầm bắn khoảng 3000 mét
- Có thể xuyên được lớp vỏ thép dày 200 mm tại góc chạm nghiêng 60°
- Có khối lượng lớn nhất là 10 kg.

Cuối cùng, mẫu thử được phát triển bởi Phòng thiết kế máy Kolomna đã được chọn, đây cũng là phòng thiết kế đã chế tạo ra tổ hợp chống tăng 3M6 Shmel.
Thời gian phát triển của "Malyutka" từ khi bắt đầu dự án chính thức đến khi được đưa vào sử dụng - chưa đầy 2 năm - có lẽ là ngắn nhất so với bất kỳ hệ thống tên lửa dẫn đường nào trong lịch sử. Việc thử nghiệm 60 tên lửa diễn ra vào tháng 11 năm 1961, và sau đó hệ thống tự hành được thử nghiệm vào tháng 8 năm 1962. Hệ thống này đã hoàn thiện vào năm 1963 và nó được đưa vào trang bị vào tháng 9 năm 1963, bắt đầu sản xuất hàng loạt cùng năm. Hệ thống phóng cơ động 9K11 (AT-3 gắn trên xe thiết giáp BTR) được triển khai như một vũ khí cấp tiểu đoàn, trong trung đội chống tăng của tiểu đoàn súng trường cơ giới. Có bốn đội chống tăng 9K11 trong trung đội chống tăng, đi cùng với một đội bộ binh được trang bị 3 khẩu súng không giật SPG-9.
Vào thời điểm được giới thiệu, "Malyutka" không chỉ là loại ATGM có năng lực nhất của quân đội Liên Xô mà còn là thiết kế tân tiến bậc nhất thế giới. Với tầm bắn tối đa 3.000 mét, Malyutka đạt tầm bắn vượt trội đối với một tên lửa có kích thước nhỏ gọn như nó, đặc biệt là theo tiêu chuẩn vào năm 1963. Ngoài ra, "Malyutka" thực sự độc đáo ở chỗ nó thực sự đáp ứng các yêu cầu về khả năng mang vác linh hoạt của bộ binh (chỉ nặng hơn 10 kg), đây là điều mà không có hệ thống tên lửa chống tăng nào khác trên thế giới đáp ứng được ở thời điểm năm 1963 (ví dụ như quân đội Mỹ phải tới năm 1972 mới có tên lửa chống tăng mà bộ binh có thể mang vác là BGM-71 TOW).
Sau thành công vào năm 1963, công việc hiện đại hóa bắt đầu ngay lập tức, dẫn đến sự ra đời của tên lửa 9M14M "Malyutka-M" và được Quân đội Liên Xô sử dụng vào năm 1966. Tên lửa hiện đại hóa này có đầu đạn hiệu dụng 9N110M. Hệ thống chống tăng 9P122 "Malyutka-M" gắn trên xe thiết giáp BRDM-2 được đưa vào trang bị vào năm 1968. "Malyutka-M" đã được xuất khẩu hàng loạt tới các nước thuộc Khối Warszawa và các quốc gia khác, đặc biệt là Ai Cập và Syria, những nước đã mua lượng lớn bệ phóng và tên lửa trong quá trình tái vũ trang để chuẩn bị cho cuộc chiến tranh Ả Rập-Israel năm 1973.
Năm 1969, A9M14P "Malyutka-P" được đưa vào hoạt động. Đó là tên lửa 9M14M được điều chỉnh cho phù hợp với hệ thống dẫn đường SACLOS mới. Không có thay đổi thiết kế triệt để, chỉ một bộ đầu dò mới được thay vào tên lửa cũ.
Việc sản xuất chỉ kết thúc vào năm 1984 ở Liên Xô. Vào những năm 1990, KBM đưa ra một đề xuất hiện đại hóa các tên lửa "Malyutka" hiện có thành "Malyutka-2", với đầu đạn được thay bằng loại mới để nâng cao sức xuyên phá, và động cơ nhiên liệu rắn được tân trang lại với một nhiên liệu mới cho lực đẩy lớn hơn để bù đắp cho đầu đạn nặng hơn. Tùy chọn hiện đại hóa này chỉ nhằm vào khách hàng xuất khẩu, vì quân đội Nga đã không còn sử dụng loại tên lửa này nữa.
Hoạt động sản xuất có hoặc không có giấy phép vẫn tiếp tục ở nước ngoài trong hàng chục năm sau, đáng chú ý nhất là ở Trung Quốc và Serbia. Người Trung Quốc đã cố gắng thu được một vài tên lửa 9M14 vào đầu những năm 1970 và sao chép vào năm 1973 để tạo ra một bản sao được gọi là HJ-73. Tuy nhiên, việc triển khai hàng loạt tên lửa này tại Trung Quốc chỉ bắt đầu vào năm 1979 do những hạn chế về công nghệ của ngành vũ khí Trung Quốc vào thời điểm đó. Cho đến năm 2020, HJ-73 (phiên bản cải tiến) vẫn được quân đội Trung Quốc sử dụng.

## Mô tả
Tên lửa có thể được bắn từ một ống phóng vác vai (9P111), hoặc từ một xe có trang bị dàn phóng (BMP-1, BRDM-2) hay các máy bay trực thăng (Mi-2, Mi-8, Mi-24, Soko Gazelle). Khi tên lửa còn đặt trong ống bằng sợi 9P111, sẽ mất khoảng 5 phút để chuẩn bị cho việc phóng tên lửa.
Trước đây, tên lửa AT-3 của Liên Xô được triển khai như là một phần của đại đội chống tăng. Mỗi đại đội được trang bị trong huấn luyện cũng như trong chiến đấu 9 bảng điều khiển, 36 bệ phóng và 36 tên lửa, mỗi giá phóng và tên lửa có ba-lô nhựa cứng để bảo quản và mang vác. Mỗi đại đội chia làm các trung đội, mỗi trung đội có hai tiểu đội Malyutka, mỗi tiểu đội có hai tổ, mỗi tổ có hai bệ phóng. Ngoài ra một người lính còn được trang bị RPG-7. Tên lửa có thể được trang bị cho xe BMP-1, BMD-1 và BRDM-2.
Cần có khoảng cách tối thiểu vài mét giữa bệ phóng và bảng điều khiển để tránh khí thải của tên lửa cản trở tầm nhìn của người điều khiển. Bảng điều khiển 9S415 của người điều khiển có thể được đặt cách bệ phóng lên đến 15 mét, người điều khiển có thể nấp bên dưới vật cản mà vẫn quan sát được nhờ vào kính tiềm vọng một mắt 9Sh16. Trong chiến đấu, lợi thế của việc tách người điều khiển khỏi bệ phóng một khoảng cách lớn như vậy là xạ thủ có thể được che giấu hoàn toàn và tăng độ an toàn nếu bị đối phương bắn trả (khi tên lửa được phóng sẽ tạo ra luồng khói bụi, đối phương có thể phát hiện ra vị trí bệ phóng và bắn trả vào đó, nhưng xạ thủ vẫn tương đối an toàn vì anh ta đang nấp ở cách đó 15 mét).
Tên lửa được dẫn hướng đến mục tiêu bởi người điều khiển, người này sử dụng cần lái tay cầm nhỏ (9S415) để điều khiển, xạ thủ dùng mắt quan sát để điều khiển quả đạn lao vào mục tiêu (MCLOS). Tên lửa có 2 động cơ là động cơ phóng (mục đích đưa tên lửa rời khỏi bệ phóng với sơ tốc khoảng 100 m/s) và động cơ bay. Do điều khiển bằng thủ công nên đòi hỏi người điều khiển phải có một số kỹ năng, kinh nghiệm nhất định mới sử dụng hiệu quả loại tên lửa này. Việc điều chỉnh hướng bay của xạ thủ được truyền đến tên lửa theo 3 sợi dây nhỏ nối ở phía đuôi của tên lửa. Tên lửa lao vào không trung ngay sau khi được phóng ra, điều này giúp tên lửa tránh đâm vào các chướng ngại vật hay mặt đất. Trong khi bay tên lửa xoay 8,5 vòng/giây - ban đầu quá trình quay được tạo ra bởi động cơ của tên lửa, và được duy trì bằng một góc nhỏ của các cánh. Tên lửa sử dụng một con quay hồi chuyển nhỏ để định hướng cho chính nó tương đối với mặt đất; và do đó tên lửa mất một khoảng thời gian để đạt được hướng bay đến mục tiêu ổn định, lúc này tầm bay tối thiểu khoảng 500–800 m. Đối với các mục tiêu có cự ly dưới 1000 m, người bắn có thể dẫn hướng cho tên lửa bằng mắt thường; với mục tiêu trên 1000 m người bắn phải sử dụng kính ngắm 9Sh16, có độ phóng đại 8 lần, và tầm nhìn là 22.5 độ.

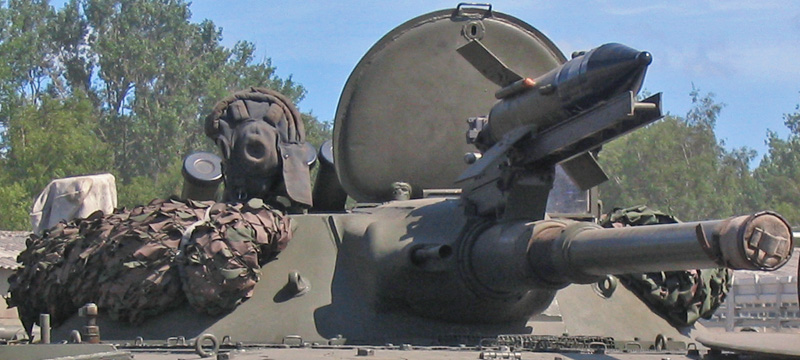
Một ụ pháo của BMP-1 có trang bị tên lửa Sagger

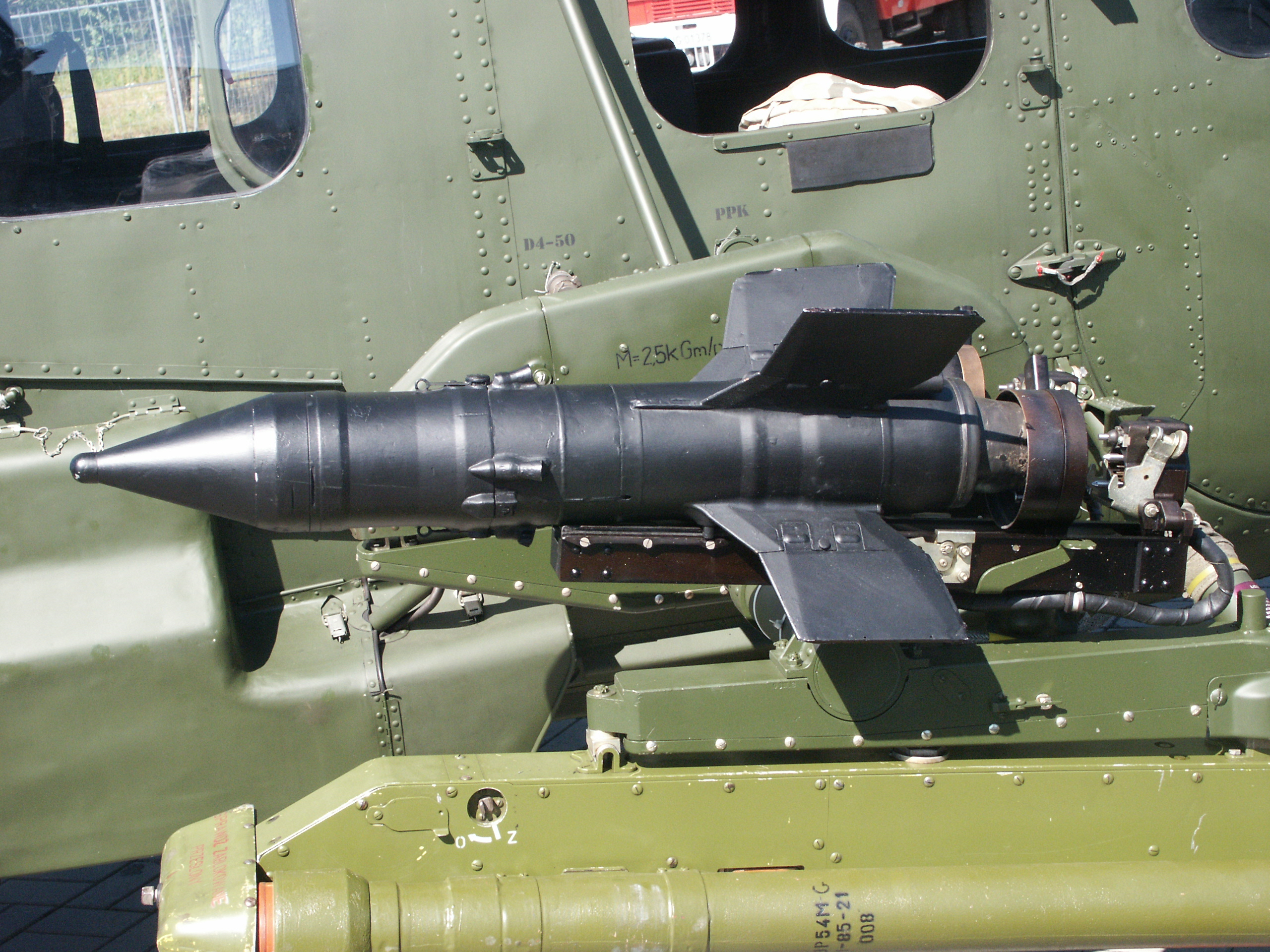
Một máy bay trực thăng chiến đấu có trang bị tên lửa Malyutka.

Khả năng tên lửa trúng mục tiêu với những ước tính ban đầu dao động trong khoảng 90% đến 60%, kinh nghiệm cho thấy khả năng này vào khoảng 25% và 20% tùy thuộc tình hình và kỹ năng của người thao tác. Cách điều khiển theo kiểu MCLOS đòi hỏi kỹ năng của người thao tác: một báo cáo cho biết phải bắn mô phỏng khoảng 2.300 lần thì mới có thể thao tác thành thạo tên lửa cũng như bắn mô phỏng 50 đến 60 lần một tuần để duy trì mức độ kỹ năng. Tuy nhiên, cách điều khiển bằng tay có ưu điểm là không bị ảnh hưởng bởi tất cả các hệ thống gây nhiễu điện tử của đối phương.
Sự ra đời của AT-3 cho phép bộ binh có thể tiêu diệt xe tăng đối phương ở cự ly 3 km, xa hơn rất nhiều so với các vũ khí chống tăng thông thường như bazooka, RPG-7, SPG-9... Một đơn vị bộ binh chống tăng trang bị AT-3 có thể bao quát một không gian chiến trường khá rộng, sử dụng các chiến thuật cơ động ngụy trang thì có thể tiêu diệt lượng lớn thiết giáp địch từ cự ly xa. Nếu AT-3 được gắn trên các xe thiết giáp như BMP-1, BTR-60... thì hỏa lực của xe sẽ tăng đáng kể, cho phép xe thiết giáp hạng nhẹ cũng có thể đối chọi với xe tăng chủ lực. Sức công phá của đầu đạn có thể xuyên thủng 400mm giáp thép tiêu chuẩn, đủ sức phá hủy mọi loại xe tăng chủ lực ở đầu thập niên 1970.
Bên cạnh các ưu điểm, 2 nhược điểm lớn nhất của hệ thống vũ khí này là tầm bắn cực tiểu khoảng 500 m (mục tiêu ở gần hơn thì tên lửa không thể tấn công hiệu quả và xạ thủ phải tìm cách lùi ra xa hơn) và thời gian cần để tên lửa đạt tầm bắn tối đa là khá lớn (khoảng 30 giây), khoảng thời gian này đủ cho mục tiêu có thể cơ động thoát được, hay có thể trốn sau những chướng ngại vật, bắn lựu đạn tạo màn khói hay bắn phản lại phía tên lửa.
Phiên bản mới của tên lửa này đã khắc phục những nhược điểm trên bằng cách sử dụng hệ dẫn hướng SACLOS cũng như nâng cấp hệ thống động cơ nhằm tăng tốc độ bay trung bình.
Tuy đã ra đời từ những năm 1960 và có phần lạc hậu so với các loại tên lửa chống tăng đời mới, nhưng hiện nay AT-3 vẫn được duy trì trong biên chế của quân đội nhiều nước bởi các phiên bản nâng cấp của nó vẫn đủ khả năng tiêu diệt xe tăng hiện đại, trong khi giá thành lại rất rẻ so với tên lửa chống tăng đời mới.

## Lịch sử chiến đấu

### Chiến tranh Việt Nam
Tên lửa AT-3 Sagger (hay B-72 theo cách gọi của Việt Nam) thực chiến lần đầu tiên và đã được sử dụng rất thành công bởi các chiến sĩ của Quân đội Nhân dân Việt Nam trong Chiến tranh Việt Nam vào năm 1972. Nó cũng được sử dụng thành công ở một số cuộc chiến tranh khác.
Ngày 11/3/1971, Tiểu đoàn 371 tên lửa chống tăng thuộc Binh chủng Pháo binh được thành lập, nhiều chiến sỹ được cử đi huấn luyện vũ khí mới. Sử dụng loại vũ khí này khá khó, đòi hỏi kiến thức nên phần lớn học viên được chọn là sinh viên các trường đại học đã qua huấn luyện tân binh, có sức khỏe tốt.
Ngày 7/11/1971, Tiểu đoàn 371 tổ chức bắn trình diễn với sự có mặt của các lãnh đạo cao cấp. Kết quả bắn thành công, tất cả viên đạn đều trúng mục tiêu. Đầu năm 1972, các đơn bị B-72 bắt đầu hành quân vào miền Nam để tham chiến. AT-3 sớm chứng tỏ được hiệu quả chiến đấu cao, nó thường được biên chế thành các đại đội chuyên phục kích xe tăng địch. Với tầm bắn xa và khá nhỏ gọn, nó rất phù hợp với lối đánh thiên về bộ binh mang vác, đánh nhanh rút gọn của quân đội Việt Nam.
Ngày 11/3/1972, B-72 lần đầu tiên được sử dụng ở Việt Nam. Trắc thủ Lê Đình Thành đã phóng hai quả B-72, tiêu diệt 2 xe tăng địch dẫn đầu đội hình phản kích trên đường 13.
Ngày 21/4/1972, 1 chiếc xe tăng M41 đã bị AT-3 phá hủy trong trận Đắk Tô - Tân Cảnh, 1972. Đây là lần đầu tiên B-72 được sử dụng ở mặt trận Tây Nguyên. Trong trận đánh này, AT-3 đã được sử dụng để tiêu diệt hàng chục lô cốt và ụ súng, giúp trận đánh sớm giành chiến thắng. Trong trận ra quân này, chiến sĩ trắc thủ điều khiển Đào Văn Tiến đã trực tiếp bắn 33 tên lửa B-72 thì 32 quả trúng mục tiêu, diệt 4 xe tăng, 2 khẩu pháo, 6 lô cốt và 7 mục tiêu khác như kho đạn dược, xăng dầu... trong căn cứ Tân Cảnh. Với chiến thắng này, đơn vị AT-3 đã được tặng thưởng Huân chương Chiến công Giải phóng hạng Nhì, riêng Đào Văn Tiến được tặng thưởng Huân chương Chiến công Giải phóng hạng Ba.
Trong 4 năm, Đào Văn Tiến đã chiến đấu trên khắp các chiến trường Trung Bộ, trực tiếp bắn 134 quả tên lửa B-72, trong đó có 130 quả trúng mục tiêu, diệt 23 chiếc xe tăng và xe thiết giáp, 12 khẩu pháo, 27 lô cốt, 17 kho đạn dược và nhiều mục tiêu khác như kho lương thực, xăng dầu của địch. Ngày 11/2/1973, Đào Văn Tiến bắn tên lửa trúng buồng chứa đạn của chiếc xe tăng M41 khiến nó nổ tung và làm kích nổ cả chiếc xe bên cạnh, lập thành tích 1 quả đạn diệt 2 mục tiêu.
Trong chiến dịch Trị - Thiên năm 1972, 2 đại đội B-72 có 23 bảng điều khiển, 50 bệ phóng và 500 quả đạn bước vào chiến đấu. Vào ngày 23 tháng 4-1972, trung đoàn tăng số 20 của Quân lực VNCH mới được tổ chức không lâu (được trang bị xe tăng M48 Patton hiện đại của Mỹ) đã bị các đơn vị của Quân đội Nhân dân Việt Nam trang bị các tên lửa dẫn hướng chống tăng 9M14M Malyutka phá hủy. Một xe tăng M48A3 Patton và một xe M113 Armored Cavalry Assault Vehicle (ACAV) bị 9M14M tiêu diệt, ngoài ra một xe M113 khác cũng bị hư hại. Tổng cộng trong ngày hôm đó, 32 tên lửa B-72 đã được phóng, 8 xe tăng và xe bọc thép cùng nhiều lô cốt, ụ súng bị tiêu diệt. Riêng khẩu đội trưởng Lục Vĩnh Tưởng bắn 6 quả đạn, tiêu diệt tại chỗ 6 xe, đạt hiệu suất trúng đích 100%.
Ngày 25/4/1972, Đại đội 6 tên lửa B-72 được trang bị cho Sư đoàn 304 đã tham gia tiến công sân bay Ái Tử và đầu cầu Quảng Trị. Trong 3 ngày (từ ngày 27 đến ngày 29/4/1972), xạ thủ Lê Văn Trung đã bắn 16 quả tên lửa, diệt 13 xe tăng địch và 3 sở chỉ huy (riêng ngày 28/4/1972 phóng 6 quả tên lửa, diệt 6 xe tăng). Từ ngày 20 đến ngày 25/5/1972, khi chốt giữ ở phía bắc sông Mỹ Chánh, Lê Văn Trung tiêu diệt thêm 6 xe tăng địch và chỉ huy tiểu đội bắn cháy nhiều xe tăng khác. Trong gần một năm chiến đấu, Tiểu đội của Lê Văn Trung đã bắn 35 tên lửa, diệt 27 xe tăng và xe thiết giáp địch (chưa kể 2 quả bắn trúng nhưng tên lửa không nổ). Với chiến công đó, ngày 23/9/1973, Lê Văn Trung được tuyên dương danh hiệu Anh hùng Lực lượng vũ trang nhân dân. Bệ điều khiển do Lê Văn Trung sử dụng có số hiệu NA042K được lưu giữ tại Bảo tàng Pháo binh từ đó đến nay.
Trong trận đánh ngày 1/5 tại Chiến dịch Quảng Trị năm 1972, khẩu đội trưởng Chu Trọng Cát với 8 quả tên lửa AT-3 đã bắn cháy 4 xe tăng, một lô cốt, bắn cháy một kho xăng, bắn nổ một kho đạn. Sau mấy tháng chiến đấu ở Quảng Trị, Chu Trọng Cát đã trực tiếp bắn cháy 14 xe tăng, xe bọc thép; diệt một lô cốt, 3 hầm chỉ huy, một kho xăng, một kho đạn. Anh được thưởng Huân chương Chiến công hạng nhất, huy hiệu Dũng sĩ diệt Mỹ, Dũng sĩ diệt xe cơ giới và danh hiệu Anh hùng Lực lượng vũ trang nhân dân Tổng cộng 3 đại đội B-72, trong đợt tiến công bờ nam sông Thạch Hãn đã diệt 44 xe tăng, xe thiết giáp với lượng đạn tiêu thụ 89 quả, đạt hiệu suất diệt địch 2 quả/1 xe.
Trong chiến dịch Ba Tơ 1972, sáng 15/9, Quân đội Nhân dân Việt Nam mở màn chiến dịch bằng việc trung đội AT-3 khai hỏa tiêu diệt 2 khẩu pháo 105 ly tại quận lỵ Ba Tơ tại cự ly 2,5 km, thực hiện phát bắn là xạ thủ Nguyễn Đình Hạng. Máy bay Mỹ đưa pháo 105 ly đặt trên núi Cao Muôn để bắn, nhưng thả xuống trưa 15-9 thì đến chiều 16-9 đã lại bị AT-3 tiêu diệt, bởi trong đêm 15-9, trung đội đã được Tỉnh đội Quảng Ngãi dẫn đường, bí mật leo lên đỉnh đồi Lau (cách núi Cao Muôn 2.000 mét) và bất ngờ tấn công, phá hủy toàn bộ trận địa pháo. Toàn chiến dịch Ba Tơ (từ 15-9 đến 30-10-1972), trung đội AT-3 đã bắn 69 quả tên lửa, tiêu diệt nhiều trận địa pháo, xe tăng, lô cốt và hỏa điểm.
Trong trận Cửa Việt tháng 1/1973, B-72 cùng các hỏa lực khác của bộ binh đã tiêu diệt hơn 100 xe tăng, xe thiết giáp của Mỹ, làm thất bại nhanh chóng kế hoạch lấn chiếm của đối phương.
Kết thúc cuộc chiến tranh chống Mỹ, các đơn vị B-72 đã có 2 đại đội và 3 cá nhân được tuyên dương Anh hùng Lực lượng vũ trang nhân dân. Đó là Đại đội 6, Đại đội 969 và các cá nhân: Lục Vĩnh Tưởng, Lê Văn Trung, Trần Thanh Hải. Trong chiến đấu, các xạ thủ Việt Nam còn sáng tạo ra nhiều cách bắn không có trong lý thuyết như: điều khiển tên lửa bay lên cao rồi mới bổ nhào xuống mục tiêu (để diệt mục tiêu khuất sau hàng cây, ụ đất); điều khiển tên lửa bay lách qua chướng ngại vật che chắn...

### Chiến tranh Yom Kippur
Tên lửa 9M14M đã được quân đội Ai Cập và Syria sử dụng thành công trong cuộc chiến tranh năm 1973 này. Các nguồn của Liên Xô cho biết tên lửa 9M14M đã tiêu diệt 800 xe tăng của Israel trong chiến tranh, dù một số nguồn nói rằng con số này lên tới 1.063 xe - nhưng con số 1.063 xe có thể bao gồm cả những xe tăng chỉ bị hư hại và ngừng hoạt động trong 24 giờ.
Trong trận đánh ở khu vực nông trại Trung Quốc (ngày 16-18/10/1973), có 1 tổ bộ binh Ai Cập đã dùng tên lửa AT-3 bắn hạ 9 xe tăng của Israel
Quân đội Israel tiến hành một nghiên cứu và tuyên bố có 150 xe tăng của họ bị phá hủy bởi tên lửa 9M14. Phần lớn tổn thất xe tăng của Israel trong cuộc chiến là do RPG-7 (loại vũ khí này đã được bộ binh Ai Cập sử dụng khéo léo trong chiến đấu tầm gần) và một phần khác là do xe tăng địch bắn hạ. Ngoài ra có trường hợp sau khi xe quay trở về căn cứ trên thân xe vẫn dính tên lửa 9M14 nhưng không bị hư hại do đầu đạn tên lửa trục trặc và không phát nổ. (Xem Flight International, 7 tháng 3 năm 1974.)

### Chiến tranh biên giới Việt-Trung
Trong chiến tranh biên giới Việt-Trung năm 1979, ít nhất một xe tăng của Quân Giải phóng Nhân dân Trung Quốc đã bị tiêu diệt bởi tên lửa chống tăng của Việt Nam. Có thể là do hệ thống Malyutka gây ra. Vụ nổ do đầu nổ của tên lửa gây ra đã gây ra vụ nổ thứ hai ở nơi chứa đạn dược khiến toàn bộ xe tăng bị phá hủy và cả tổ lái đều chết.
Trong thập niên 1980, đã có ít nhất một trường hợp Quân đội Nhân dân Việt Nam bắn tên lửa 9M14 vào các vị trí của Trung Quốc. Trong một trường hợp như vậy một lính Trung Quốc đã bị giết.
Năm 1987, Liên Xô viện trợ cho Việt Nam loại tên lửa cải tiến 9M14P Malyutka-P (AT-3C), loại này được Việt Nam gọi là B-87.
Ngày nay, AT-3 vẫn tiếp tục được Quân đội Nhân dân Việt Nam sử dụng ít nhất là đến năm 2030. Công tác cải tiến AT-3 tập trung theo các hướng thay đầu đạn cũ bằng đầu đạn kép (Tandem) hoặc đầu đạn nhiệt áp (Thermobaric), bao gồm: 
- Thay đầu đạn cũ bằng đầu đạn nối tiếp Tandem (chuyên diệt xe tăng hiện đại có giáp phản ứng nổ) và thuốc phóng mới, giữ nguyên thân tên lửa và các phần còn lại. Sau cải tiến, tên lửa có khả năng xuyên thép đồng nhất dày 750-800mm sau khi đã phá lớp giáp phản ứng nổ. Sau cải tiến, tên lửa có thể điều khiển trực tiếp bằng tay hoặc dùng chế độ bán tự động. Vận tốc của tên lửa cải tiến lên tới 135 m/s và có khả năng diệt xe tăng ở cự ly từ 500m đến 3.000m.
- Thay đầu đạn cũ bằng đầu đạn nhiệt áp (để diệt bộ binh hoặc công sự), bao gồm: Thay đầu đạn và thuốc phóng mới, giữ nguyên thân tên lửa và các phần còn lại. Khi nổ, đạn tên lửa tạo ra vùng áp suất 0,3 Bar, cách tâm nổ 7m và tạo ra hiệu ứng mạnh hơn khi tiêu diệt các mục tiêu kiên cố như boong-ke, công sự kín, lô cốt, tòa nhà. Tên lửa có chế độ điều khiển trực tiếp bằng tay hoặc bằng chế độ bán tự động. Vận tốc bay của tên lửa sau cải tiến trung bình 120 m/s và có khả năng tiêu diệt mục tiêu ở cự ly tới 3.000 mét.

Vận tốc trung bình của tên lửa cải tiến tăng 12,5% và thời gian bay rút ngắn xuống khoảng 3 giây tại tầm bắn tối đa. Việc thay thế đầu đạn bảo đảm hiệu suất chiến đấu cao hơn. Nhìn chung, tính năng của AT-3 cải tiến đạt mức tương đương với biến thể AT-3D Sagger D của Nga

## Các kiểu
- AT-3 Sagger

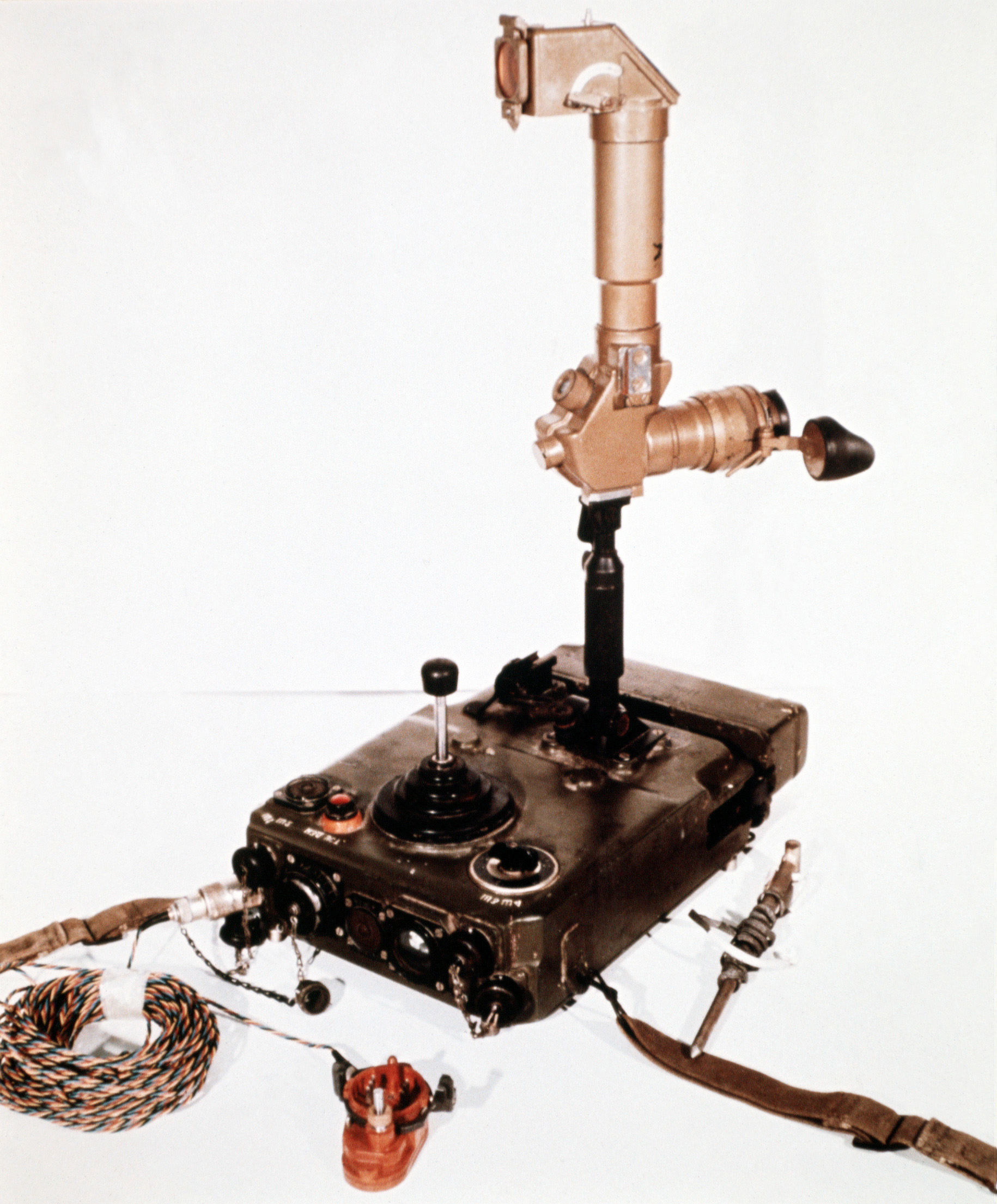
Một hộp điều khiển 9S415 dùng cho tên lửa Sagger

  - AT-3A Sagger A 9M14 Malyutka dẫn hướng bằng dây MCLOS Trang bị năm 1963, tầm bắn 2,5 km, xuyên được 400mm thép cán RHA.
  - AT-3B Sagger B 9M14M Malyutka-M dẫn hướng bằng dây MCLOS Trang bị năm 1966, cải tiến động cơ, giảm thời gian bay đạt tầm bắn tối đa. Trọng lượng 11 kg. Tầm bắn tăng lên 3 km.
  - AT-3C Sagger C 9M14P Malyutka-P dẫn hướng bằng dây SACLOS
    - 9M14P Tăng khối lượng đầu nổ, xuyên được 460 mm thép cán RHA, trang bị năm 1969
    - 9M14P1 Tăng khối lượng đầu nổ, xuyên được 520 mm thép cán RHA, cải tiến chống giáp ERA.
    - 9M14MP1
    - 9M14MP2

  - AT-3D Sagger D dẫn hướng bằng dây SACLOS Trang bị thập niên 1990. Trọng lượng 13 kg. Tầm bắn 3 km. Tốc độ tăng lên 130 m/s.
    - 9M14-2 Malyutka-2 đầu đạn HEAT (lượng nổ mạnh chống tăng) nặng 3.5 kg, xuyên được 800 mm thép cán RHA. Trang bị 1992. Trọng lượng 12.5 kg.
    - 9M14-2M Malyutka-2M đầu đạn HEAT nối tiếp nặng 4.2 kg, tăng khả năng chống giáp ERA. Trọng lượng 13.5 kg. Tốc độ 120 m/s.
    - 9M14-2P Malyutka-2P
    - 9M14-2F Malyutka-2F đầu đạn thermobaric 3.0 kg. Có thể dùng chống bộ binh và xe cộ.
    - 9M14P-2F
    - 9M14-2T Malyutka-2T do công ty Yugoimport SDPR của Serbia chế tạo, dẫn hướng SACLOS đầu đạn HEAT nối tiếp 4.4 kg xuyên được 1.000 mm thép cán RHA, tăng khả năng chống giáp ERA. Trọng lượng 13.7 kg. Tốc độ 120 m/s
- HJ-73 Hongjian Hồng Tiễn-73 Trung Quốc
  - HJ-73 MCLOS trang bị năm 1979
  - HJ-73B SACLOS
  - HJ-73C SACLOS tăng khả năng chống giáp ERA
- RAAD Iran
  - RAAD
  - I-RAAD tăng khả năng chống giáp ERA
- Susong-Po Bắc Triều Tiên
- POLK Slovenia sản xuất dựa trên AT-3C
- Kun Wu 1 Đài Loan
- CTVN 18 Việt Nam

## Quốc gia sử dụng
- Liên Xô
- Mông Cổ
- Afghanistan
- Albania
- Algérie
- Angola
- Armenia
- Bangladesh
- Bosna và Hercegovina
- Bulgaria
- Trung Quốc
- Croatia
- Cuba
- Thổ Nhĩ Kỳ
- Tiệp Khắc
- Ai Cập
- Ethiopia
- Hungary
- Iran
- Iraq
- Ấn Độ
- Bắc Triều Tiên
- Libya
- Mozambique
- Peru
- Ba Lan
- România
- Serbia
- Slovenia
- Syria
- Uganda
- Việt Nam
- Zambia
- Lào
- Campuchia
- Việt Nam